# Piloto automático
Diego Gutiérrez
Palante el Mambo!
(2019) Viaje al Centro de la Tierra
(2021)
Singles
1. Como antes
Sortie : 2019

Piloto automático est le troisième album studio de l'auteur-compositeur-interprète cubain Diego Gutiérrez. Cet album montre, aussi bien que les antérieurs travaux de Gutiérrez, grande variété et versatilité génériques, qu'ils vont du pop rock à la musique latino-américaine, avec un mélange et fusion de musique cubaine, trova et folk.

## Production
Cet album a été enregistré dans les studios Abdala (La Havane, Cuba), avec une production musicale basée sur les arrangements d'Emilio Martiní et un format variable de musiciens, choisis selon la variété générique du album. Piloto automático a représenté un retour aux chansons de réflexion et nostalgiques, bien que y a divers chansons avec un air et esprit mais optimistes.

## Liste des chansons
Toutes les chansons sont écrites par Diego Gutiérrez.
| No  | Titre                                             | Durée |
| --- | ------------------------------------------------- | ----- |
| 1.  | Sólo viví                                         |       |
| 2.  | La casa se vuelve contra mí (feat. David Torrens) |       |
| 3.  | Las leyes del Tarot                               |       |
| 4.  | Quien provoca una pena                            |       |
| 5.  | Piloto automático                                 |       |
| 6.  | Algo hice mal                                     |       |
| 7.  | Sin palabras                                      |       |
| 8.  | Migas de pan                                      |       |
| 9.  | Todas las noches de un año                        |       |
| 10. | Como antes                                        |       |

## Crédits
- Voix, guitare acoustique et chœurs : Diego Gutiérrez
- Guitare électrique, guitare acoustique et chœurs : Emilio Martiní
- Claviers et programmations : Emilio Martiní
- Guitare basse : Jan Cruz (piste 1)
- Contrebasse : Gastón Allégresse (piste 6)
- Guitare basse et contrebasse dans les autres pistes: David Faya
- Batterie : Otto Santana
- Piano acoustique : Miguel Ángel d'Armes (pistes 4, 5, et 6)
- Percussions moindre et misceláneas : Yosvany Betancourt
- Saxophone : Jamil Scherry (piste 6)
- Violon en thème 8: Jelien Base (piste 8)
- Quena En track 5: Rodrigo Fade (piste 5)
- Chœurs : Merlin Lorenzo, Rubiel Martin et Elisabeth Recensement (pistes  1, 2, 4 et 5)
- Invité sur La casa se vuelve contra mí : David Torrens
- Samples sur la piste 3 : The Beatles - Lucy in the Sky with Diamonds
- Production musicale : Emilio Martiní et Diego Gutiérrez
- Production exécutive : Brenda Besada
- Enregistrement : Ing.Daelsis Pena
- Post-production : Ing. Merlin Lorenzo
- Mixage audio : Ing. Jose Raúl Varona
- Mastering : Ing. Orestes Águila
- Photos : Alejandro Azcuy
- Couverture de l'album : Juan Carlos Vîera